# Hessentag 1995
Der Hessentag 1995 war der 35. Hessentag und fand mit dem Slogan Hessisch willkommen! vom 23. Juni bis 2. Juli 1995 in der nach Einwohnerzahl größten Stadt des Schwalm-Eder-Kreises, Schwalmstadt, statt.
Eröffnet wurde der Hessentag von Ministerpräsident Hans Eichel (SPD) und Bürgermeister Wilhelm Kröll. Das Hessentagspaar bildeten Alexandra Ries und Ulrich May.
Zum Programm gehörte neben dem trachtendominierten Festzug unter anderem ein zweitägiges Open-Air-Festival auf dem Ziegenhainer Flugplatz. Beim sogenannten Rock Over Germany setzte hr3 auf Künstler wie Joe Cocker, Sheryl Crow, Doc Lawrence, Elton John, Jule Neigel Band, Page & Plant, Dream Theater, Eros Ramazzotti, Status Quo, Paddy goes to Holyhead und Rod Stewart. Beim Festival der Zeppeline von Radio FFH traten bspw. die Musiker DJ BoBo, Sally Oldfield, Smokie, Suzi Quatro und The Troggs auf. Beide Konzerte zogen über 100.000 Besucher an. Weitere musikalische Acts auf dem Fest der Hessen waren Roberto Blanco, die Zillertaler Schürzenjäger, East 17, Nicki, Purple Schulz, Mikis Theodorakis und Konstantin Wecker. Die hr3 Clubnight stand zum dritten Mal auf dem Programm: Am 24. Juni 1995 legten die Disk Jockeys Sven Väth, Mark Spoon und Pascal FEOS auf.
Weitere Veranstaltungen waren die Ausstellung Schwälmer Motive auf Schachteln und Eiern, das Kleinkunsttheater Chapiteau, eine Broadway-Gala im Hessen-Palace und ein Zirkus-Theater für Kinder. Die Hessentagsstraße, auf der wieder mehr Handwerker als kommerzielle Anbieter anzutreffen waren, führte durch Treysa. Insgesamt wurden rund 760.000 Besucher an den zehn Tagen gezählt.